# K.-O. et autres contes
K.-O. et autres contes est un recueil de contes écrits par Marc-Édouard Nabe entre 1984 et 1998, publié en 1999 par les éditions du Rocher.

## Résumé
Le livre est un recueil de vingt-sept contes. Chacun est illustré par un dessin au lavis réalisé par Vuillemin.

## Accueil critique
Dans Voici, Frédéric Beigbeder juge que le recueil, « réussi », « appartient à la tradition du conte délirant ». Sébastien Lapaque, dans Le Figaro, remarque l'« inspiration étonnante » et conseille la lecture du recueil à « ceux qui croient Nabe peu doué pour la fiction ».

## Édition
- Marc-Édouard Nabe, K.-O. et autres contes, éditions du Rocher, 1998, 327 p.  (ISBN 2268030334).